# 崮头水库
崮头水库，是中国山东省济南市长清区马山镇境内的一座水库，位于黄河支流南大沙河西支流下游。

## 历史
崮头水库位于长清区马山镇崮头村西，南大沙河西支流下游，控制流域面积100平方公里。现有安全防洪标准100年一遇，防洪水位90.2米，总库容1026万立方米，兴利库容373万立方米，死库容49万立方米。大坝为均质土坝，长859米，最大坝高21.5米，坝顶高程93.5米。溢洪道在坝的南端，为开敞式溢洪埝，埝顶高程85米，净宽48米，最大泄量3310立方米/秒。放水洞采用砌石涵洞，断面高2米，宽1米，修启闭塔1座，闸门采用木质平板制做。
灌区设计灌溉面积560公顷，有效灌溉面积33.3公顷，1985年实灌20公顷。灌区总干渠长12公里，沿干渠修节制闸6处，泄水闸8处，涵洞7处，渡槽1处。工程于1958年春季施工，经3次扩建、续建于1966年6月竣工。水库建成后，收到防洪蓄水和灌溉农田的效益，1985年灌区粮食每公顷单产4687.5公斤。